# Univerzalno serijsko vodilo
Univerzalno serijsko vodilo (angleško Universal Serial Bus, s kratico USB) je večnamensko vodilo, namenjeno priklopu različnih perifernih naprav na računalnik. Naenkrat lahko priključimo do 127 naprav. K njegovi priljubljenosti prispeva preprostost uporabe. Naprave z manjšo porabo električne moči se lahko napajajo kar iz tega vodila. Operacijski sistem sam poskrbi za nalaganje gonilnika, ko priključimo napravo na osebni računalnik oziroma pri prvem priklopu zahteva zgoščenko z gonilniki. Prenos poteka po štirižilnem kablu (ozemljitev, napajanje +5 V in parica za prenos podatkov). Hitrosti vmesnika USB so med 1,5 in 12 Mbps, novejša različica USB2 pa zmore delovati z višjo hitrostjo 480 Mbps.  
Univerzalno serijsko vodilo je nastalo kot izdelek sedmih podjetij.
V topologiji naprav USB imamo tri tipe komponent:
- gostitelja (angl. host) – poznan tudi pod imenom izvorno vozlišče, je integriran na matično ploščo ali nameščen kot kartica v osebnem računalniku. Nadzira ves promet na vodilu in je hkrati tudi vozlišče;
- vozlišče (angl. hub) – omogoča točko priklopa ali vtič za priklop naprav na vodilo. Vozlišča so odgovorna za odkrivanje naprav, ki so priključene ali odklopljene, in omogočajo upravljanje z električno močjo za te naprave. So napajana iz vodila ali pa imajo lasten zunanji vir napajanja. Vozlišče z lastnim virom napajanja se lahko spoji z vozliščem, ki se napaja iz vodila. Vozlišča brez lastnega vira napajanja ni moč priključiti na vozlišče, če porabi več kot 100 mA toka;
- naprava (angl. device) – je naprava, združljiva z USB, ki je priključena na to vodilo. Naprave so lahko tudi vozlišča. USB-monitor, na primer, lahko ima še vtiče za priklop miške in tipkovnice. V tem primeru je monitor tudi vozlišče.